# Pad'R
Pad'R, né Pascal Decubber le 9 janvier 1968 à Bruxelles (province de Brabant), est un dessinateur de presse, caricaturiste, illustrateur et auteur de bande dessinée belge francophone.

## Biographie

### Jeunesse
Pascal Decubber naît le 9 janvier 1968 à Bruxelles. Il est issu d'un père molenbeekois et d’une mère namuroise. Il est le 7e enfant de la famille. Il grandit à Woluwé-Saint-Lambert. Il apprend à aimer le football avec le White Star, le club local. Enfant, il s’amuse à croquer ses camarades d’école qui jouaient au football dans la cour de récréation. « J’étais trop timide et pas assez bon pour jouer avec eux ». Sa passion pour le dessin, il la développe via son grand-père peintre et ses deux frères, également doués. Il lit Gaston Lagaffe. Il est élève au collège Don Bosco à Woluwé-Saint-Lambert où il poursuit ses humanités. Il perd son père à l'âge de 14 ans. Il ne suit aucun cours de dessin. Après avoir réalisé quelques copies des œuvres de maîtres de la bande dessinée, comme Franquin par exemple, il passe à ses propres créations avec le personnage de fiction un footballeur dénommé Mark Engel auquel il donne les traits de son idole Ludo Coeck.

### Débuts difficiles
À 18 ans, il est plongeur dans un restaurant d'une grande chaîne. Ensuite, il devient libraire où parmi la clientèle qu'il croque, il y a Janry qui l'encourage à persévérer. Il sera aussi disquaire chez Virgin Megastore pour lequel il dessine la mascotte du magasin en 1998 et il travaille sur ordinateur. Il comprend la possibilité de mettre ses dessins en ligne et de les rendre accessibles partout. Il prend alors une année sabbatique pendant laquelle il étudie seul Adobe Photoshop et l’illustration de manière livresque tout en émargeant du chômage. Il marque un tournant avec la création de son premier site web en 1999. Grâce à quoi, la RTBF le repère en 2000 et l'engage comme graphiste. 

### Carrière
Il se lance dans le magazine du Sporting d’Anderlecht après avoir été victime d’une restructuration à la RTBF.
Il collabore un temps en radio dans l’émission Sans interdit sur NRJ avec MiKL. Il y fait, entre autres, la connaissance de l’illusionniste Carlos Vaquera qui fera appel à lui à plusieurs reprises lors d’événements. L’hebdomadaire Télépro lui demande de croquer la télévision chaque semaine en 2003, magazine dans lequel on retrouve ses dessins encore en 2024. Un an plus tard, le directeur de la rédaction sportive à la RTBF Michel Lecomte lui propose d’illustrer les émissions telles que Match 1, Studio 1, Warm Up, La Tribune où on peut voir ces dessins chaque lundi soir sur La Deux,. Il devient le croqueur du petit monde du ballon rond en Belgique et il commence à entrer dans le cercle restreint des caricaturistes de presse,.
Il illustre le premier livre de Stéphane Pauwels intitulé Coups de gueule et coups de cœur de Stef. Il en illustre un autre avec l’humoriste Dan Gagnon et signe son premier ouvrage La Télé ne manque Pad'R ! édité par Télépro. Entre un intérim du dessinateur Pierre Kroll dans le journal Le Soir et des expositions communes avec Philippe Geluck, Pad’R multiplie les collaborations dans la presse en Belgique francophone dans notamment : L'Avenir, Sport/Foot Magazine, Trends-Tendances et pour le groupe Sudpresse. En 2005, il s’installe à Nivelles, et il est élu Brabançon wallon de l’année en 2009. Un an plus tard, il rejoint pour deux saisons l’équipe de l’émission Sans Chichis, talk-show quotidien présentée par Joëlle Scoriels. Parallèlement, il multiplie les collaborations diverses : la marque de vêtements JBC, les vignettes Panini, le syndicat de la CSC ou encore CAP48. Depuis 2012, on peut retrouver ses dessins dans les pages sportives du quotidien La DH Les Sports+,,. En 2015, il crée le concours « Bandrôles » en réponse à certains tifos malheureux vus dans les stades. Il est l'auteur de plusieurs livres dont :  Asile de Foot (Magnad, 2009), La Crise sur le gâteau, Ma Coupe est pleine (auto-édition), Asile 2 Foot (La Renaissance du livre, 2012) et illustrateur du jeu Qui est-ce ? spécial « Diables Rouges ».
Il sort les compilations de ses cartoons sur l’année écoulée augmentées de dessins inédits : Joyeux bordel, ! (2019), Balles et masques,, (2020), Belle armada, (2021), Sans titre (sauf pour Bruges) (2022) et VAR is hell (2023) aux éditions Chronica. Ce dernier opus étant décliné en cinq versions.
En 2015, il remporte le concours de dessins pour l’affiche du 114e carnaval de Nivelles. En 2020, la pandémie de Covid-19, le décide à lancer son Journal du confiné et la même année il publie un carnet de croquis intitulé Croquis : Dans le petit carnet de Pad'R,. Il signe également des portraits de musiciens de jazz sous le pseudonyme Q-Bird.
Il avoue qu'outre le dessin et la bande dessinée que ses centres d'intérêts sont le jazz, l'écologie, le cinéma, la télévision, les concerts, internet et surtout sa famille. Ses livres préférés sont Le Grand Pouvoir du Chninkel, Western, Maus, et les séries Blacksad, Lou !, Monsieur Jean, Murena ainsi que tous les albums de Franquin.

### Polémique
Le 28 juin 2014, il réalise une caricature, en marge du match Colombie-Uruguay, dans l’émission Viva Brasil sur la RTBF. Le croquis intitulé La Colombie respire la confiance représente trois joueurs colombiens en train de « sniffer » une ligne blanche tracée au sol par un arbitre de la Coupe du monde,. Il est pointé du doigt par la communauté colombienne de Belgique pour s’être moqué des problèmes de drogue (plus particulièrement la cocaïne) que connaît le pays sud-américain. Si bien que l’ambassade colombienne s’en est mêlée : l'ambassadeur colombien à Bruxelles Rodrigo Rivera fait part de son indignation dans une lettre, révèle le quotidien El Tiempo. Il qualifie le dessin du caricaturiste belge, diffusé par la RTBF, de « blessant et scandaleux ». Le dessinateur nivellois a dû présenter ses excuses publiques. Il envoie rapidement le tweet : « Je demande pardon au peuple colombien si j’ai pu vous offenser à cause de ce dessin. »

### Vie privée
Il vit et travaille à Nivelles,, sa ville d'adoption et de cœur.

## Œuvres

### Recueils de dessins
- Pad'R (préf. Pierre Kroll), La Télé ne manque Pad'R ! : la compil' des meilleurs dessins : 55 ans (1954-2009)[35], Verviers, Télépro, 2009, 99 p. (OCLC 1400230305)
- Pad'R (préf. Jérôme Efong Nzolo), Asile de foot[13], Asquillies, Magnad, 2009, 92 p. (ISBN 978-2-9600723-7-2)
- Pad'R (préf. Vincent Kompany), Asile 2 foot[15], Waterloo, La Renaissance du livre, 2012, 92 p. (ISBN 9782507003265)
- Joyeux bordel[16],[17] !, Chronica, Bruxelles, 5 novembre 2019
Scénario, dessin et couleurs : Pad'R -  (ISBN 978-2-9601429-5-2),Préface de Thomas Meunier.
- Balles et masques[18],[19],[20], Chronica, Bruxelles, 5 novembre 2020
Scénario, dessin et couleurs : Pad'R -  (ISBN 978-2-931115-00-8)
- Belle armada[21],[9], Chronica, Bruxelles, 1 novembre 2021
Scénario, dessin et couleurs : Pad'R -  (ISBN 978-2-931115-05-3),Préface de Vincent Vanasch.
- Sans titre (sauf pour Bruges)[22], Chronica, Bruxelles, 20 octobre 2022
Scénario, dessin et couleurs : Pad'R -  (ISBN 978-2-931115-13-8),Préface de Felice Mazzù.
- VAR is hell[24],[23], Chronica, Bruxelles, 21 novembre 2023
Scénario, dessin et couleurs : Pad'R -  (ISBN 978-2-931115-24-4),Préface d'Obelgix.
- Encore une fois !, Chronica, Bruxelles, 11 octobre 2024
Scénario, dessin et couleurs : Pad'R -  (ISBN 978-2-931115-55-8)

### Carnet de croquis
- Croquis : Dans le petit carnet de Pad'R[27],[28], Chronica, 2020  (ISBN 978-2-9601429-8-3)

### Illustrations
- Coups de gueule et coups de cœur de Stef[10] (de Stéphane Pauwels en collaboration avec Alexandre Charlier, illustrations de Pad'R), Éditions Racine, 2008.
- Renaud Coppens, Dan Gagnon et Benoît Goeders (préf. Michel Lecomte), L' important c'est de gagner ! : 30 incroyables arnaques du sport, Bruxelles, La Renaissance du livre, 2010 (ISBN 9782507003265)

#### Périodiques
- « Pad'R, connu grâce à Plamandon », Le Vif/L'Express,‎ 6 juillet 2022 (lire en ligne , consulté le 23 avril 2024).

#### Articles
- Martin Godfroid, « Caricatures de Pad'r », RTBF,‎ 31 décembre 2009 (lire en ligne, consulté le 23 avril 2024).
- Brob, « Caricature de Pad'R: Steven Defour obligé de justifier son... humour », L'Avenir,‎ 13 février 2014 (lire en ligne , consulté le 23 avril 2024).
- Christophe Goffaut, « Pad'R: "J’ai une chance de dingue" », L'Avenir,‎ 16 janvier 2016 (lire en ligne , consulté le 23 avril 2024).

#### Interviews
- Pad'R (interviewé par Arnaud Pilet), « Pad'R : nous vivons le 11 septembre des dessinateurs de presse », Moustique,‎ 19 juin 2015 (lire en ligne, consulté le 23 avril 2024).
- Pad'R (interviewé par Grégory Bayet), « Pad’R dévoile le trait sur lequel il insiste pour caricaturer Eden Hazard (vidéo) », Sudinfo,‎ 23 décembre 2021 (lire en ligne, consulté le 23 avril 2024).
- Pad'R (interviewé par Jean-Jacques Lecocq), « Ce soir à la télé : Pad’r sort un nouveau recueil de l’actualité sportive : «On m’a menacé» », Ciné-Télé-Revue,‎ 5 décembre 2022 (lire en ligne, consulté le 23 avril 2024).

### Émissions de télévision
- Nivelles : Portrait de Pad'R sur TV Com (3 min 10 s), 4 mars 2015.
- dBranché DB 17.15 : Pad'R sur TV Com, présentation : Samy Touri (26 min 42 s), 10 décembre 2020.
- Pause Culture - Pad'R - Jean-François Breuer sur TV Com, présentation : Caroline Leboutte (26 min 44 s), 2 novembre 2022.

### Vidéographie
- [vidéo] « 2017 sous le crayon de Pad’R », sur YouTube